# 벨베데레 (건축)

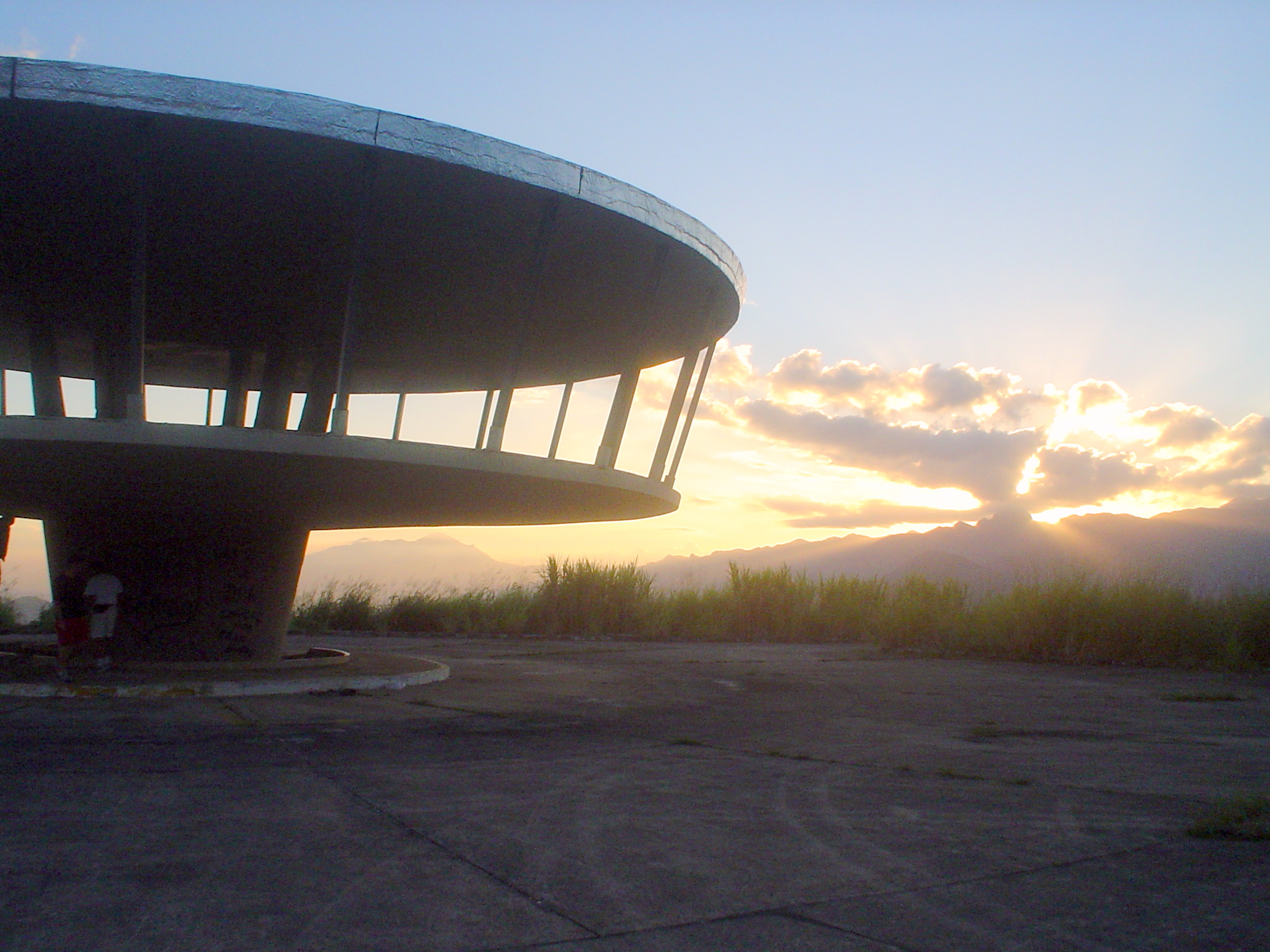
벨베데레

벨베데레(Belvedere)는 경치를 즐길 수 있는 목적으로 짓는 건축 구조를 말한다.
미관이나 풍광을 살리기 위해 배치된 건축구조물이다. 이 용어는 건물 상부의 방이나 지붕 위의 구조물 또는 정원이나 공원의 별도 파빌리온 모두에 사용되었다. 실제 구조는 포탑, 큐폴라 또는 개방형 갤러리를 포함하여 모든 형태 또는 스타일이 될 수 있다. 이 용어는 포장된 테라스 또는 전망이 좋은 장소에 사용될 수도 있지만 실제 건물은 없다.
거대한 궁전인 비엔나의 벨베데레(Belvedere)나 뉴욕 센트럴 파크의 벨베데레성(Belvedere Castle)에서처럼 전체 건물의 이름으로도 사용되었다.